# Longeault
Longeault is een plaats en voormalige gemeente in het Franse departement Côte-d'Or in de regio Bourgogne-Franche-Comté en telt 614 inwoners (2005). De plaats maakt deel uit van het arrondissement Dijon.

## Geschiedenis
Longeault is op 1 januari 2019 gefuseerd met de gemeente Pluvault tot de gemeente Longeault-Pluvault. 

## Geografie
De oppervlakte van Longeault bedraagt 1,2 km², de bevolkingsdichtheid is 511,7 inwoners per km².
De onderstaande kaart toont de ligging van Longeault met de belangrijkste infrastructuur en aangrenzende gemeenten.

## Demografie
Onderstaande figuur toont het verloop van het inwonertal (bron: INSEE-tellingen).